# (9385) Avignon
(9385) Avignon (1993 TJ30) – planetoida z grupy pasa głównego asteroid okrążająca Słońce w ciągu 5,6 lat w średniej odległości 3,15 j.a. Odkryta 9 października 1993 roku.